# The Dark Pictures Anthology: House of Ashes
The Dark Pictures Anthology: House of Ashes es un videojuego de terror y de drama interactivo desarrollado por Supermassive Games y publicado por Bandai Namco Entertainment. Es la tercera de las ocho entregas planificadas de la serie The Dark Pictures Anthology, y fue lanzada en octubre de 2021 para Windows, PlayStation 4, PlayStation 5, Xbox One, Xbox Series X y Series S.

## Cómo se juega
Al igual que su predecesor, el juego es un drama interactivo. El jugador controla a cinco personajes que están atrapados bajo un templo mesopotámico subterráneo durante la Guerra de Irak de 2003, donde son perseguidos por monstruos despertados por el caos. Los cinco personajes incluyen a la oficial de la CIA Rachel King (Ashley Tisdale), el coronel Eric King, los marines estadounidenses Jason Kolchek y Nick Kay, y el soldado iraquí Salim Othman. A lo largo del juego, los jugadores deben tomar diferentes decisiones que pueden tener consecuencias a largo plazo, ya que influyen en la forma en que los personajes se perciben entre sí y en el curso de la narrativa. Los cinco personajes pueden sobrevivir o morir dependiendo de la decisión del jugador. Como resultado, el juego tiene múltiples finales.
House of Ashes introduce varios cambios en el juego. La cámara del juego ya no es fija y se reemplaza por una cámara de 360 grados controlada por el jugador. El personaje del jugador también está equipado con una linterna que se puede usar para iluminar áreas oscuras y descubrir nuevos caminos. El juego también presenta varios niveles de dificultad para los eventos de tiempo rápido. El juego cuenta con 4 modos principales. Además del modo teórico principal, los jugadores que preordenan el juego también obtuvieron acceso al corte del Curador, que les permite experimentar la historia desde la perspectiva de otro personaje. "Shared Story" y "Movie Night", los dos modos multijugador de los juegos anteriores, también regresan en House of Ashes.